# Благоје Видинић
Благоје Видинић (Скопље, 11. јун 1934 — Стразбур, 29. децембар 2006) био је југословенски фудбалер и тренер, српског порекла.

## Каријера
Рођен је у Скопљу. Играо је на позицији голмана. У каријери је играо за ФК Вардар, Раднички из Београда и ОФК Београд у Југославији, а потом и за Сион у Швајцарској. Године 1967. преселио се у САД и играо за Лос Анђелес Торос, имао је 20 наступа те сезоне. Сезону 1968. игра за Сан Дијего, а затим за Сент Луис Старс.
За најбољу селекцију Југославије одиграо је осам утакмица, дебитујући 4. децембра 1956. на олимпијском турниру против Индије (4:1) у Мелбурну, а последњу утакмицу одиграо је 9. октобра 1960. против Мађарске (1:1) у Будимпешти. Наступио је 1956. на олимпијском турниру у Мелбурну (Аустралија) био члан екипе која је освојила сребрну медаљу, бранио је у финалу гол Југославије када је 1960. у Риму освојена златна олимпијска медаља, а играо је и у финалу Европског првенства 1960, у Паризу, на коме је репрезентација освојила друго место.
Као тренер водио је репрезентацију Марока на Светском првенству 1970. у Мексику и репрезентацију Заира 1974. у СР Немачкој. Преминуо је 29. децембра 2006. у Стразбуру.